# Johannes de Graeff

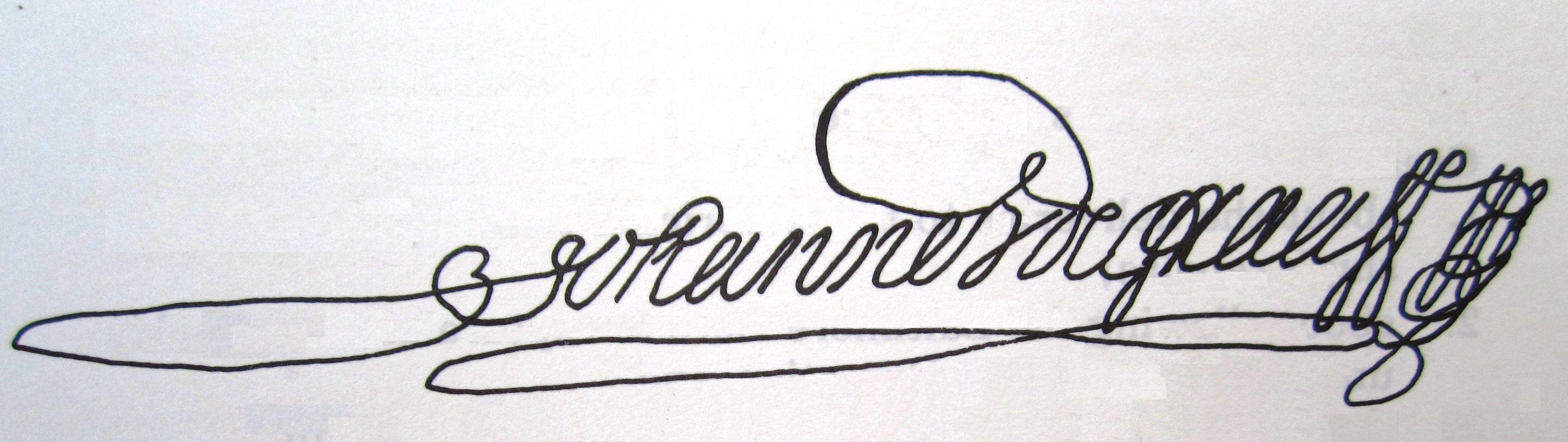
Signature di Johannes de Graeff

L'LL.M. Johannes de Graeff (Johannes de Graaff) (Sint Eustatius, 1729 – Sint Eustatius, 1813) è stato un militare olandese.

## Biografia
Egli era figlio di Simon de Graaff (de Graeff), amministratore della comunità dell'Isola di Sant'Eustachio, nei Caraibi olandesi. Alcune fonti hanno indicato, in passato, Op den Graeff come antenato della famiglia de Graeff.
Johannes venne inviato a studiare in Europa presso il cugino De Graeff van Zuid-Polsbroek, e nel 1758 entrò nella Marina olandese, occupandosi della salvaguardia del commercio nei Caraibi.
Nel 1761 de Graeff divenne capitano di vascello e cavaliere dell'Ordine d'Orange e membro della massoneria olandese; nel 1766 divenne governatore e comandante della nativa isola di Sant'Eustachio (Sint Eustatius).
Durante la Guerra d'indipendenza americana, de Graeff fu il primo uomo al mondo a far salutare la bandiera degli Stati Uniti con un colpo di cannone da Fort Oranje (16 novembre 1776). Le buone relazioni esistenti tra gli Stati Uniti e Johannes de Graeff emersero chiaramente con il cosiddetto "incidente della bandiera", quando de Graeff decise di rispondere al fuoco di salve della nave statunitense Andrew Doria (16 novembre 1776). Gli Stati Uniti conferirono grande importanza all'episodio che, di fatto, significava il riconoscimento dell'indipendenza degli Stati Uniti. Grazie a questa azione nel 1936 Roosevelt fece erigere a Sant'Eustachio un monumento a de Graeff.
Successivamente, alla fine della guerra, de Graeff dovette cedere l'isola agli inglesi.